# Linards
Linards é uma comuna francesa na região administrativa da Nova Aquitânia, no departamento de Alto Vienne. Estende-se por uma área de 36,30 km². Em 2010 a comuna tinha 1 059 habitantes (densidade: 29,2 hab./km²).